# Moldenhawera polysperma
Moldenhawera polysperma là một loài thực vật có hoa trong họ Đậu. Loài này được (Vell.) Stellfeld miêu tả khoa học đầu tiên năm 1948.